# John Eales
John Anthony Eales (Brisbane, Australia, 27 de junio de 1970) es un exjugador australiano de rugby que se desempeñaba como segunda línea.
Eales integró al seleccionado Wallabie que se consagró campeón del mundo en Inglaterra 1991 y ocho años después en Gales 1999. Es considerado como uno de los más grandes jugadores en su posición de la historia, se lo apodaba Nobody (nadie) porque «nadie es perfecto». Desde 2007 es miembro del Salón de la Fama de la World Rugby.

## Participaciones en Copas del Mundo
John Eales fue capitán de los Wallabies en Gales 1999, equipo integrado de estrellas como Stephen Larkham, Tim Horan, Matt Burke y George Gregan.
| Mundial                       | Sede       | Resultado        | Partidos | Tries |
| ----------------------------- | ---------- | ---------------- | -------- | ----- |
| Copa Mundial de Rugby de 1991 | Inglaterra | Campeón          | 6        | 0     |
| Copa Mundial de Rugby de 1995 | Sudáfrica  | Cuartos de final | 4        | 0     |
| Copa Mundial de Rugby de 1999 | Gales      | Campeón          | 6        | 0     |